# نظرية التلقي المزدوج

نظرية التلقي المزدوج (بالإنجليزية: Dual-coding theory)‏ هي نظرية في علم الإدراك وضع أسسها ألان بايفو (بالإنجليزية: Allan Paivio)‏ من جامعة University of Western Ontario. وتفرض النظرية أن إدراك المعلومة المرئية يتم بشكل مختلف عن إدراك المعلومة اللفظية وبواسطة قناتي إدراك مختلفتين ومنفصلتين. وبالتالي، يقوم الفرد بتمثيل المعلومة بشكل مختلف في كل حالة. وعند تنظيم أي معلومة «جديدة المعلومة» (أي معلومة تحتوي على معلومة جديدة)، فإن التمثيلين يُسْتَعْمَلان معا لتحويل المعلومة إلى معرفة يمكن تطبيقها وحفظها للاستعمالات المستقبلية.
وهناك محدوديات لكل من القناتين. فمثلا، يستصعب الإنسان أن يدرك في نفس الوقت معلومتين مختلفتين واحدة مرئية وأخرى لفظية. ونسبة الصعوبة تعتمد على درجة الخبرة أو المعرفة المسبقة عن الموضوع. لنأخذ وثائقي تلفزيوني كمثال فالإنسان سيستهل فهم الموضوع إن كانت الصور والتعليق يتحدثان عن نفس الموضوع. إذ في هذه الحالة، تكون القناتين متممتين لبعضهما.
بالمقابل، فإن العرض المتعددة الوسائط التي تعتمد على العديد من المرئيات مثل شرائح صور مع عرض نصوص المحاضرة بالإضافة لوجود المتحدث قد تربك المشاهد وتقلل من إدراكه إذ عليه أن يتعامل مع أكثر من صورة.
بالنسبة لبايفو، فإن الصور الذهنية هي تشفير تناظري (analogue codes)، بينما تمثيل الصور اللفظية هي تشفير رمزي (symbolic codes). فالتشفير التناظري يمثل المؤثرات المادية التي نشاهدها في محيطاتنا مثل الأشجار والأنهر وتبقى على أشكالها في الذاكرة الذهنية. بينما التشفير الرمزي يمثل معلومة بشكل اعتباطي.